# Iglesia del Miracle

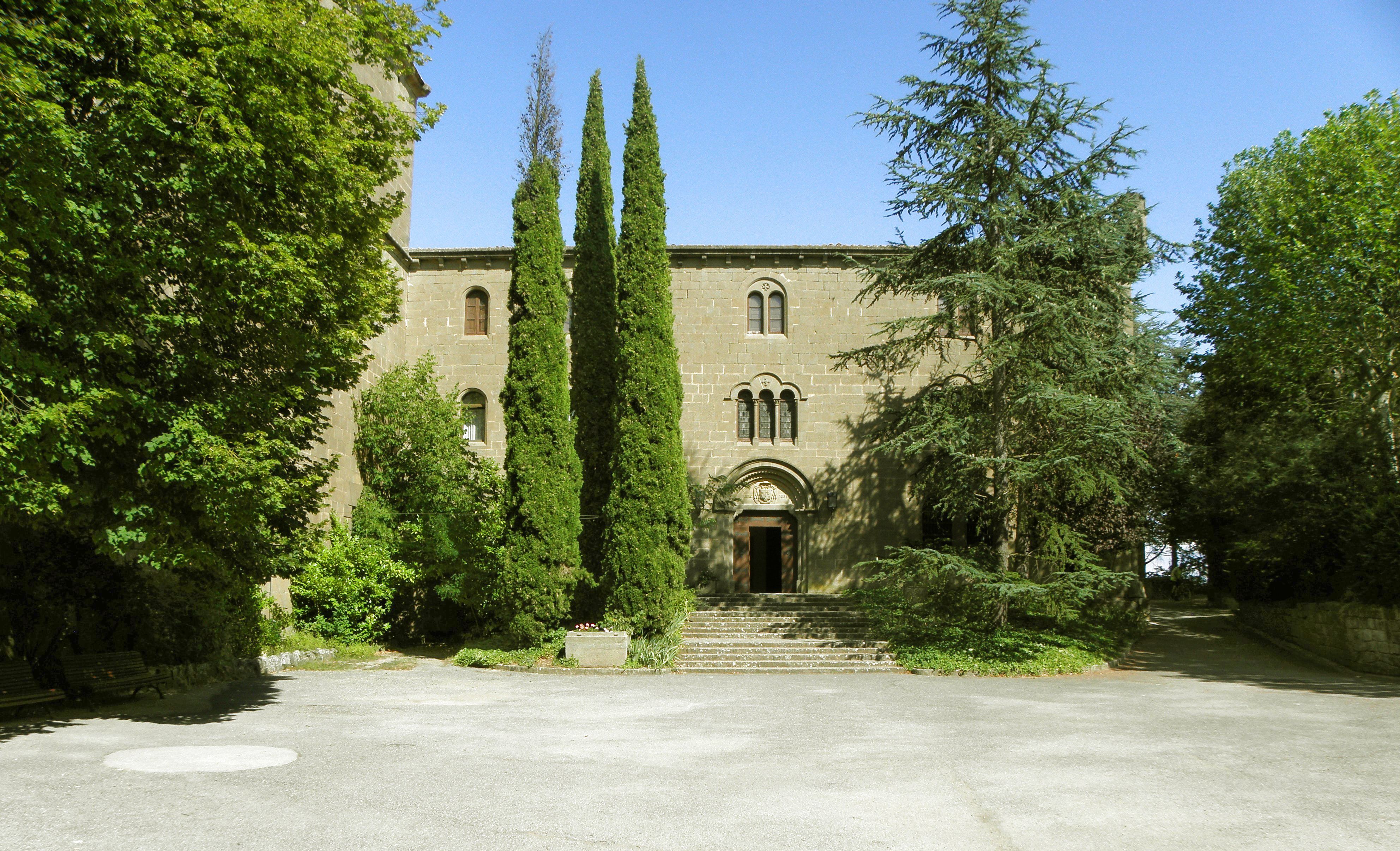
Fachada principal del monasterio del Miracle.

La actual iglesia del Miracle es el tercer templo edificado en el prado de Bassadòria, del Santuario del Miracle en el municipio de (Riner), comarca catalana del Solsonés, como consecuencia de la Aparición de la Virgen sucedida el 3 de agosto de 1458 a dos hermanos pastores.

## Iglesia primitiva
Pocos meses después de haber tenido lugar la aparición de la Virgen a unos niños pastores, los cónsules y prohombres de Riner solicitaron permiso al obispo de la Seo de Urgel (en aquella época todavía no se había creado el Obispado de Solsona), Arnau Roger de Pallars, que les permitiera construir una capilla bajo la advocación de Nuestra Señora del Milagro. El obispo otorgó este permiso el 4 de septiembre de 1459.
De esta primera capilla se conocen muy pocos datos. De entre éstos se destaca que era una iglesia de bóveda cubierta de teja, con una campana y altar de piedra.
A principios del siglo XVI, la iglesia se había hecho ya pequeña y en 1531 se encomendó al maestro de obra Juan del Munt, de Solsona, la realización del proyecto de ampliarla y en documentos fechados en 1536 consta que el maestro de obra Miguel Gozo «ha hecho la capilla de Nuestra Señora del Milagro». La lejanía con la fecha en que se otorgó el permiso para construir la capilla, hace pensar que el documento se refiere a la ampliación posterior.

## Segunda iglesia

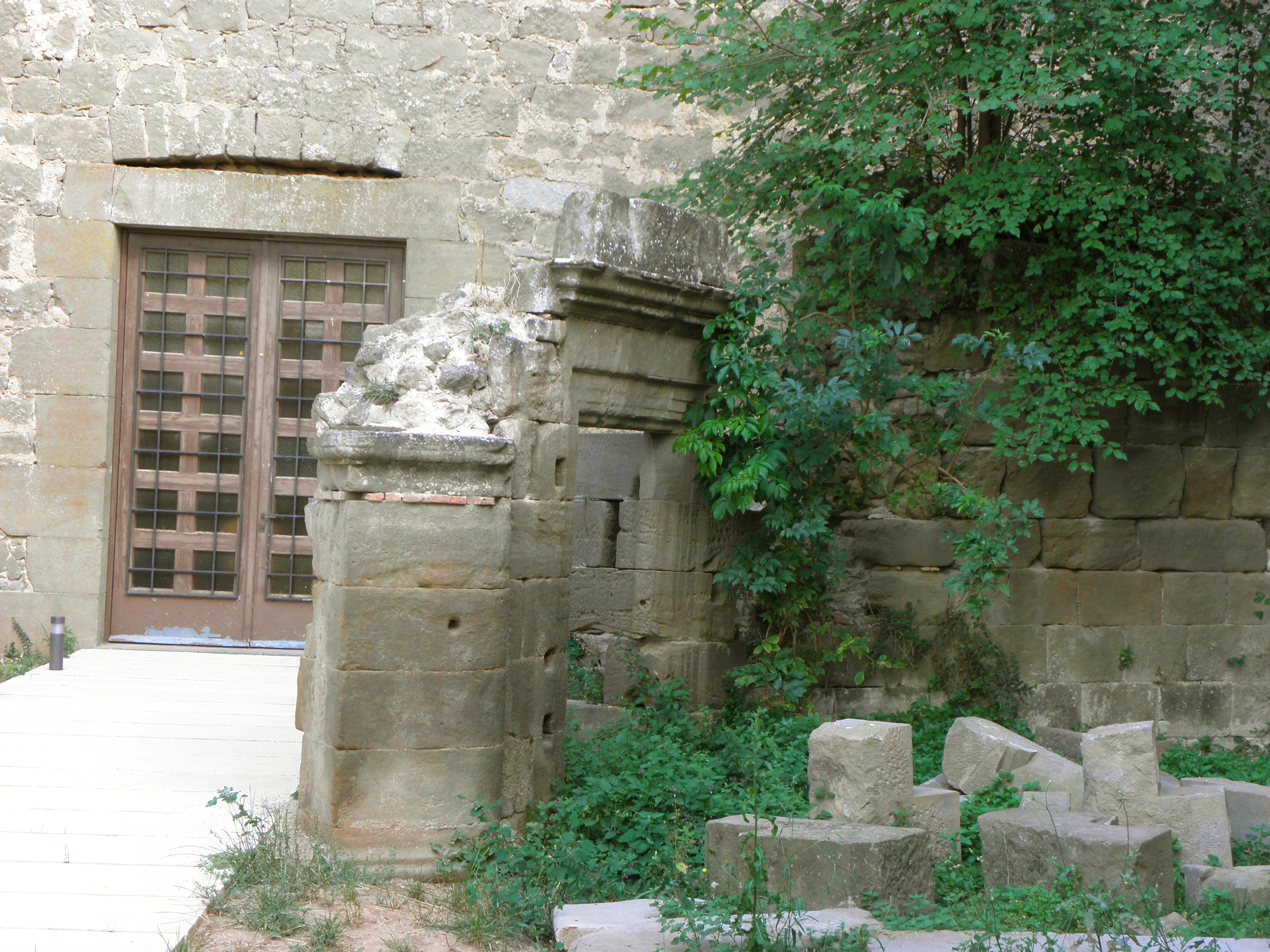
Restos actuales de la segunda iglesia.

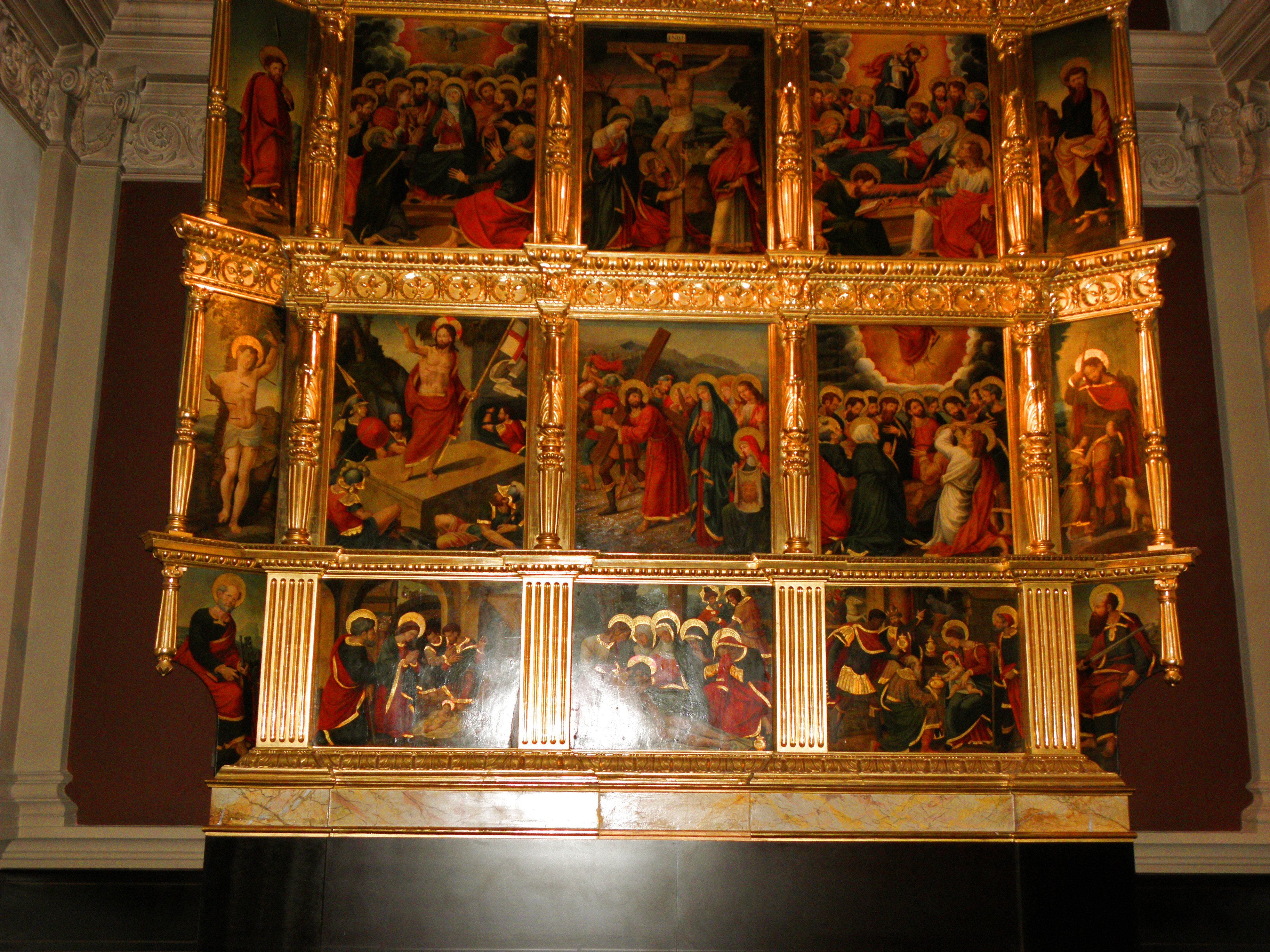
Parte inferior del retablo gótico - renacentista.

A partir de 1546 en los libros de cuentas del Miracle que se han conservado, contienen registros de pagos hechos al maestro de obra Miguel Larraín, de origen francés y domiciliado en Solsona, a cuenta de los trabajos realizados en la construcción de la nueva iglesia. También contienen los registros de los pagos efectuados a su hijo Jaime, que a la muerte de su padre le sucedió en la dirección de las obras.
Se ignora la fecha de la consagración de esta segunda iglesia pero sí que es conocido que las obras se prolongaron hasta 1551. También se sabe que se levantó en el mismo emplazamiento que ocupa la actual, que era de estilo gótico sencillo con influencias renacentistas, de planta rectangular con ábside pentagonal y que ocupaba una extensión de unos trescientos siete metros cuadrados. Al parecer, la capilla primitiva quedó integrada en esta segunda iglesia bajo la forma de capilla lateral.
Además del altar mayor, había dos altares laterales dedicados al Santo Cristo y San Lucas. Este último contenía una talla del santo y el primero un crucifijo que fue trasladado a la iglesia nueva pero que desapareció al inicio de la última guerra civil española.
También hay constancia documental que en 1590 Gener de Bellpuig realizó obras de embellecimiento del portal de entrada y que un pintor de Cervera pintór una tela sobre la aparición, que en este mismo año el obispo de la Sede autorizó la construcción de dos nuevas capillas que fueron dedicadas una a la Virgen del Rosario y otra a Santa Ana y Santa Magdalena y que en 1593 se encargó la construcción de un órgano de siete registros en el organero solsonense Antoni Bordoms.
De esta iglesia gótica quedan algunos vestigios en la parte inacabada del actual templo pero, sin duda, el elemento más valioso que queda de ella es el retablo gótico que actualmente se encuentra emplazado en la capilla del Santísimo.

## Iglesia actual
El contrato para la edificación de esta tercera iglesia se firmó el 4 de abril de 1652 ante el notario solsonense Marco Lucas Assemort y el año 1773 se efectuó el traslado de la sagrada imagen a pesar de que el edificio no estuviera terminado en su totalidad.
Es un templo único en Cataluña especialmente debido a las tribunas con los arcos monumentales que presenta en la parte alta y por la forma exterior del ábside, con otra tribuna. Como dejan patente las celdas que ocupan toda la parte medianera, se proyectó un edificio que fuera a la vez templo y casa para habitar.

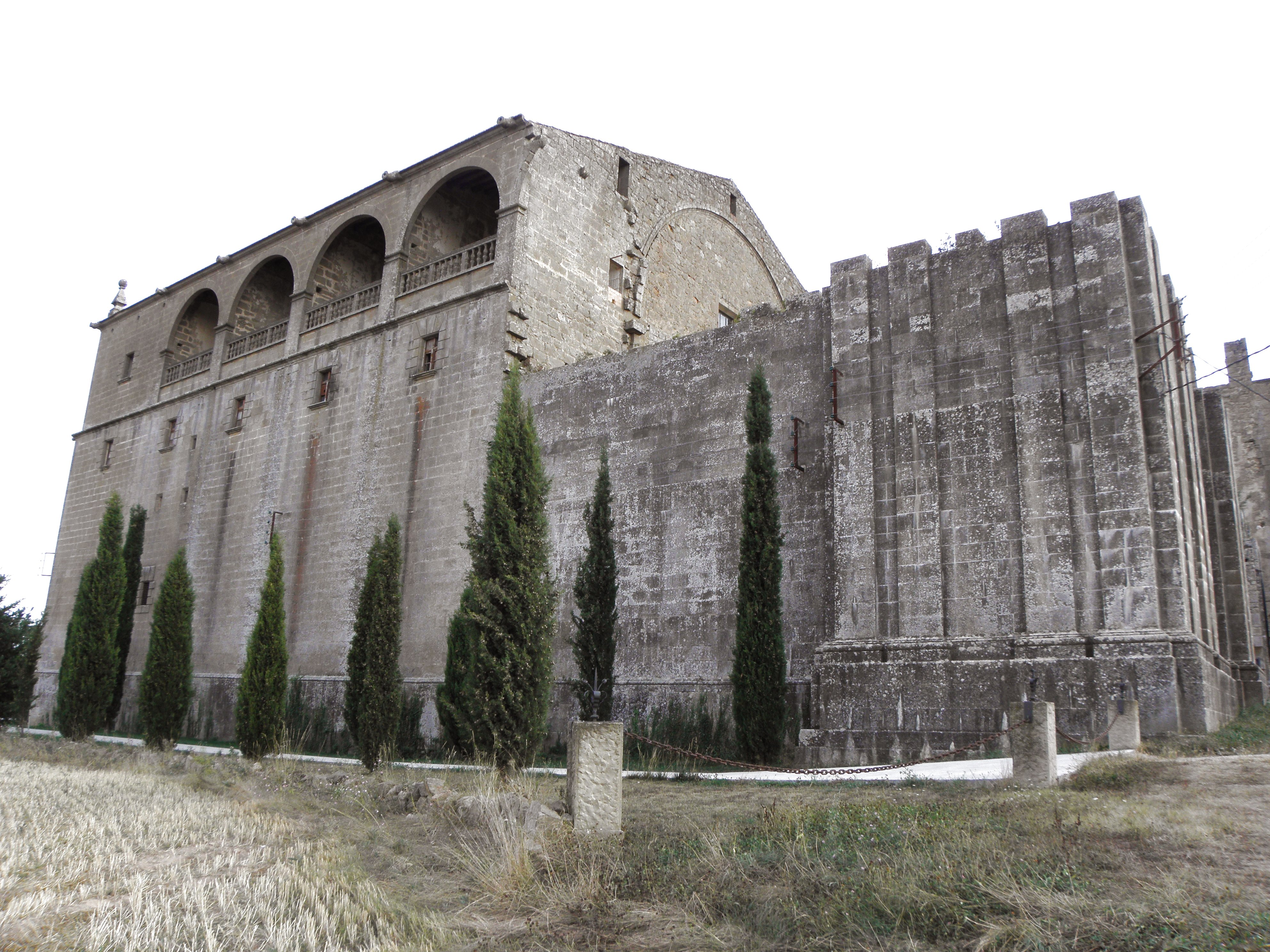
Fachada septentrional.
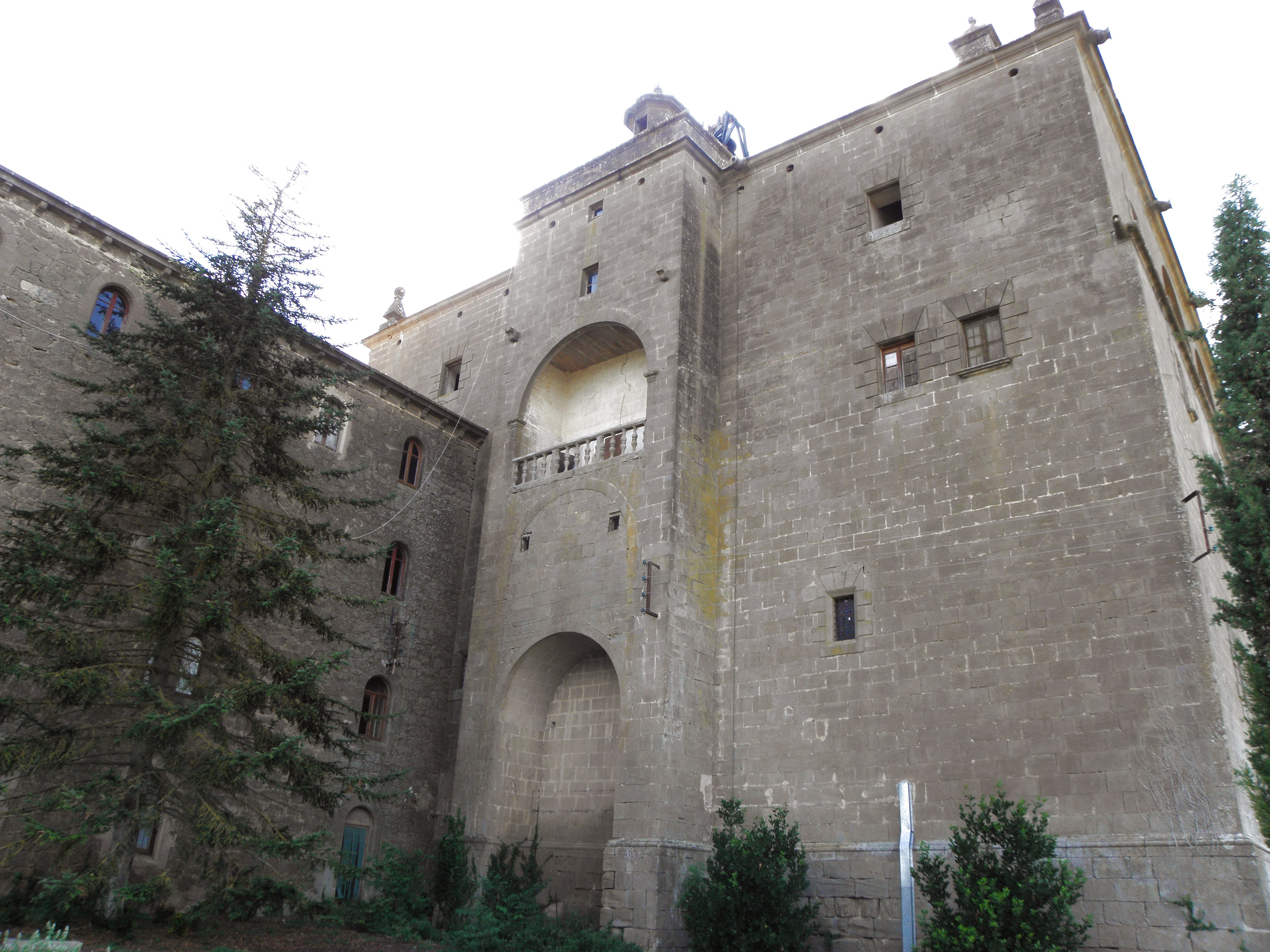
Fachada de levante.
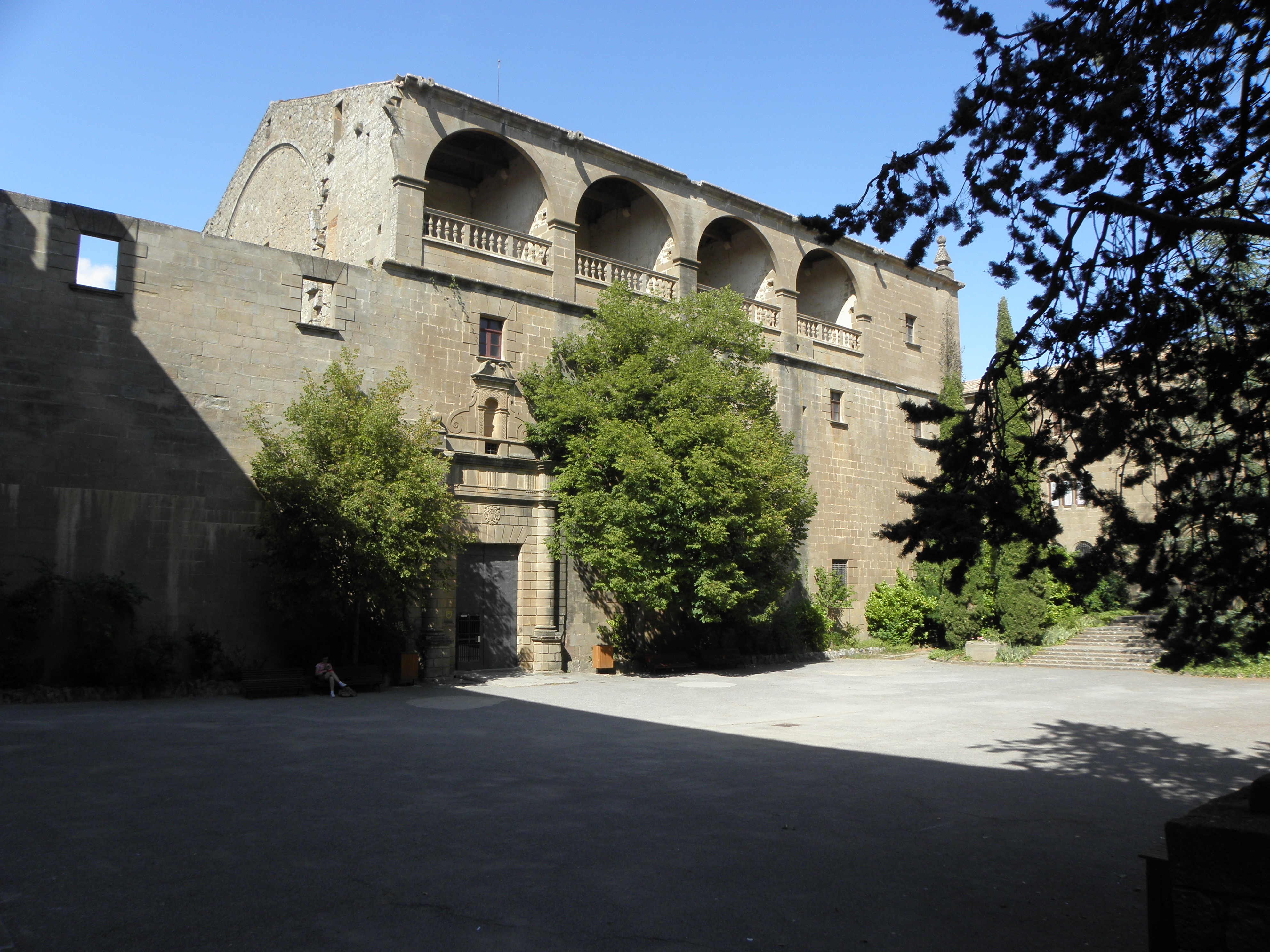
Fachada meridional.

## Exterior
Orientada hacia levante (al parecer, al revés que la antigua) es de piedra picada y tiene unas dimensiones de 38 metros de largo, 29 de ancho y 26 de altura aunque en el proyecto inicial debía tener una longitud de 53 metros.
Debido a su inconclusión, la fachada de poniente presenta un aspecto que deja clara su provisionalidad, con dos sencillas ventanas y una puerta rectangular.
La portada de acceso al interior de la iglesia se encuentra en la fachada meridional (la que da a la plaza). Se trata de una portada rectangular flanqueada por dos columnas dóricas adosadas que sostienen un frontón barroco en cuyo centro se abre una pequeña hornacina vacía. En la parte superior de esta fachada meridional se abren las ya citadas cuatro tribunas mediante arcos de medio punto y barandillas de piedra que también tienen su réplica en la fachada septentrional.
En la parte izquierda de la fachada de levante hay adosado el cuerpo del edificio del monasterio. El exterior del ábside es de planta rectangular y también presenta otra tribuna como las de las fachadas norte y sur con un arco de medio punto ciego debajo de la tribuna y culminando con una pequeña torre cilíndrica.
Tal como se puede constatar in situ, la parte medio edificada de la iglesia tendría dos capillas más por lado y acabaría con dos torres o campanarios que levantarían a ambos lados del frontis entre la portalada definitiva.
La parte construida llega hasta la altura de la base de los balcones del interior de la iglesia.

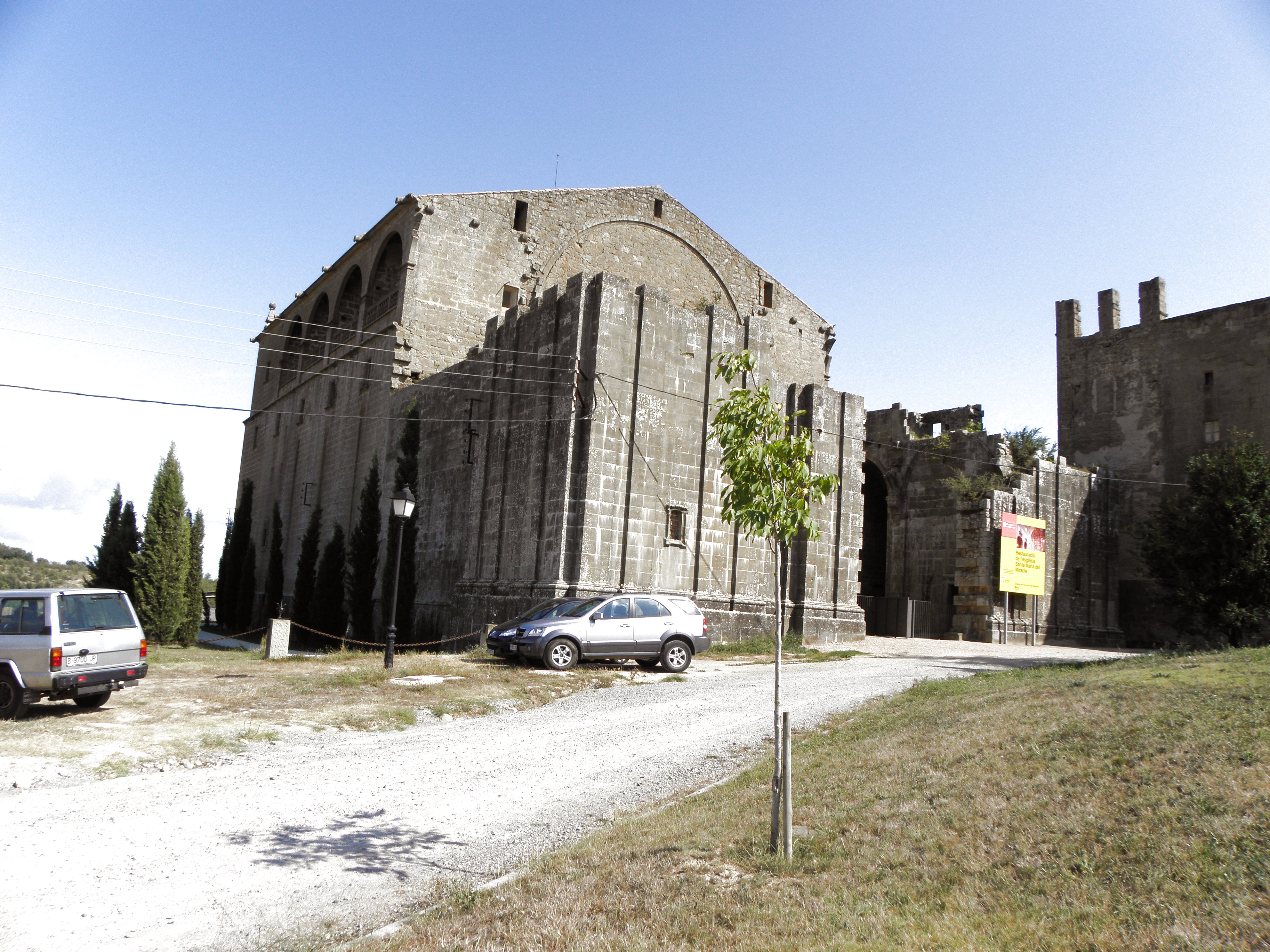
Parte inacabada de la iglesia.
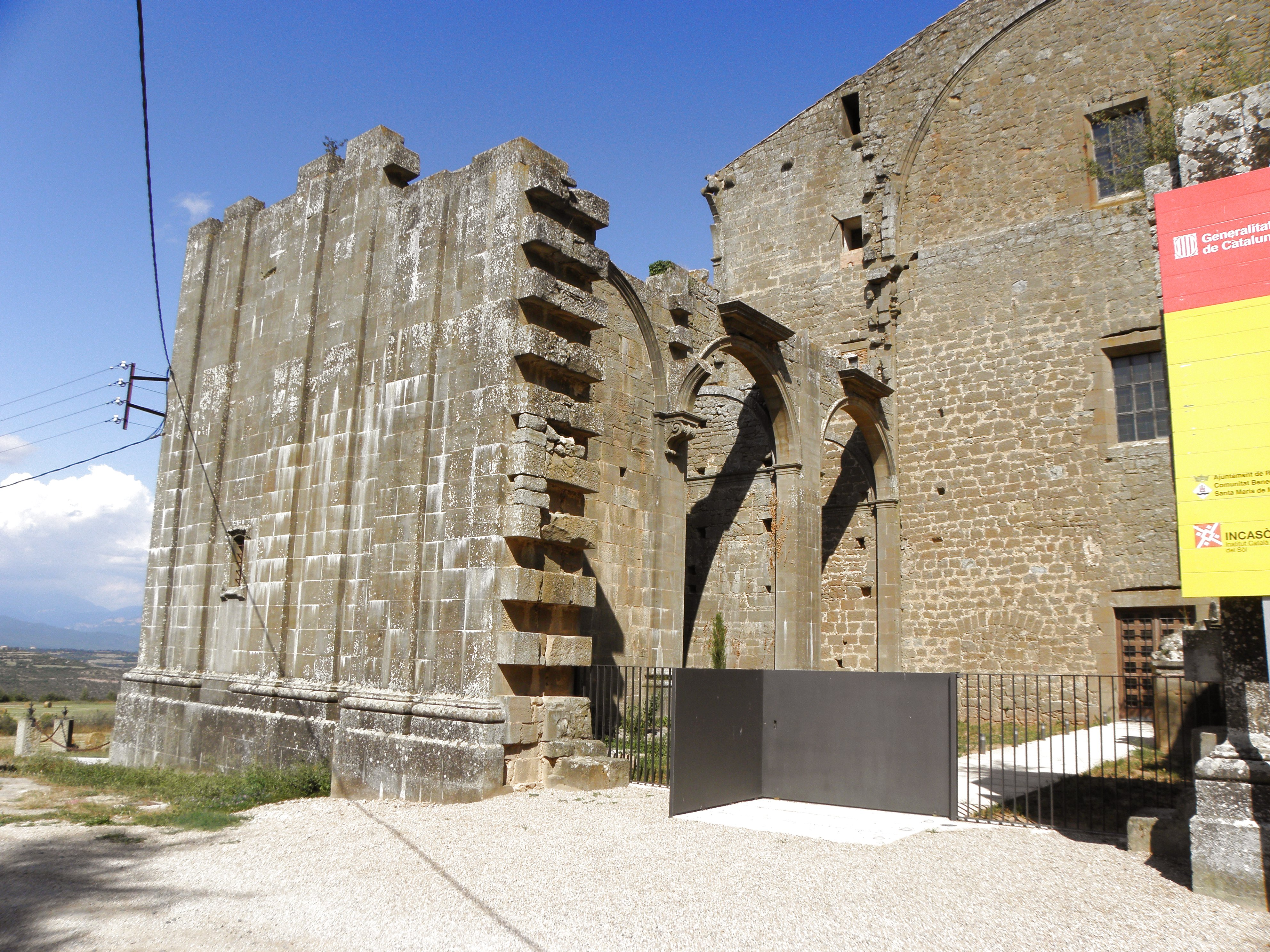
Parte inacabada de la iglesia.
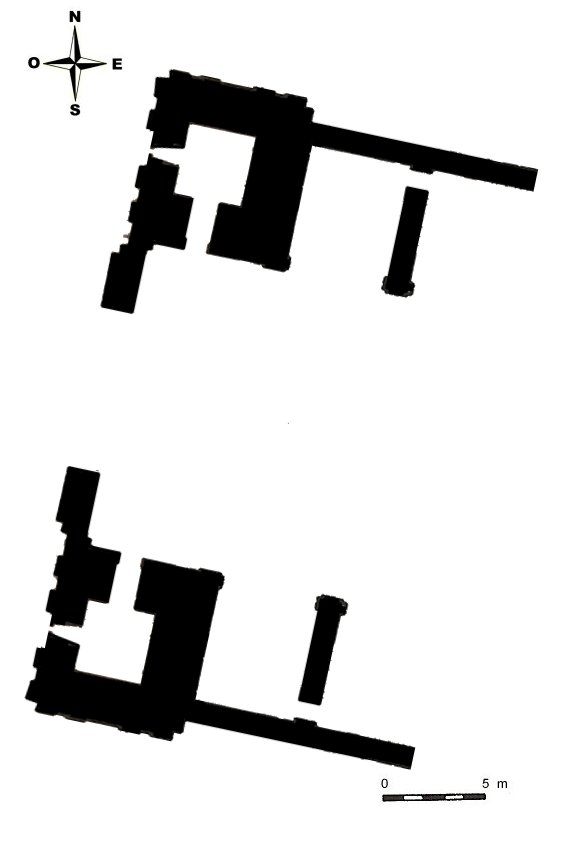
Parte de planta no construida de la iglesia.

## Interior
El interior es de una sola nave con seis capillas laterales (aunque la última del lado de la Epístola, al no haber concluido la iglesia con su portada en la fachada de poniente, se utiliza a modo de cancel de acceso a la iglesia) que se abren a la nave central mediante un arco de medio punto y que miden 6,75 metros de anchura, 5,25 de profundidad y 9,39 de altura y originariamente estaban dedicadas a San José, San Isidro, San Lucas, Santa María Magdalena, San Peregrino y San Francisco Javier.
La nave central, por tanto, tiene una anchura de 14,50 metros, la misma que el presbiterio al que se
accede
mediante cuatro peldaños y que culmina en un ábside semicircular que queda casi totalmente ocupado por el retablo barroco.
A cada lado del presbiterio y en la parte del mismo ajena al ábside se abre una puerta. La del lado de la Epístola (derecha) da acceso a la sacristía y la del lado del Evangelio (izquierda) a la capilla del Santísimo. Ambas estancias tienen las mismas dimensiones: 12,4 x 5 metros.
Encima de cada una de estas dos puertas sobresalen dos balcones con la misma factura y proporciones que las que se encuentran encima de los arcos de las capillas. Sobre estos balcones hay una gran cornisa de la que arrancan los arcos centrales, de estilo ojival, que sostienen la cubierta uniéndose en cuatro grandes claves de bóveda.

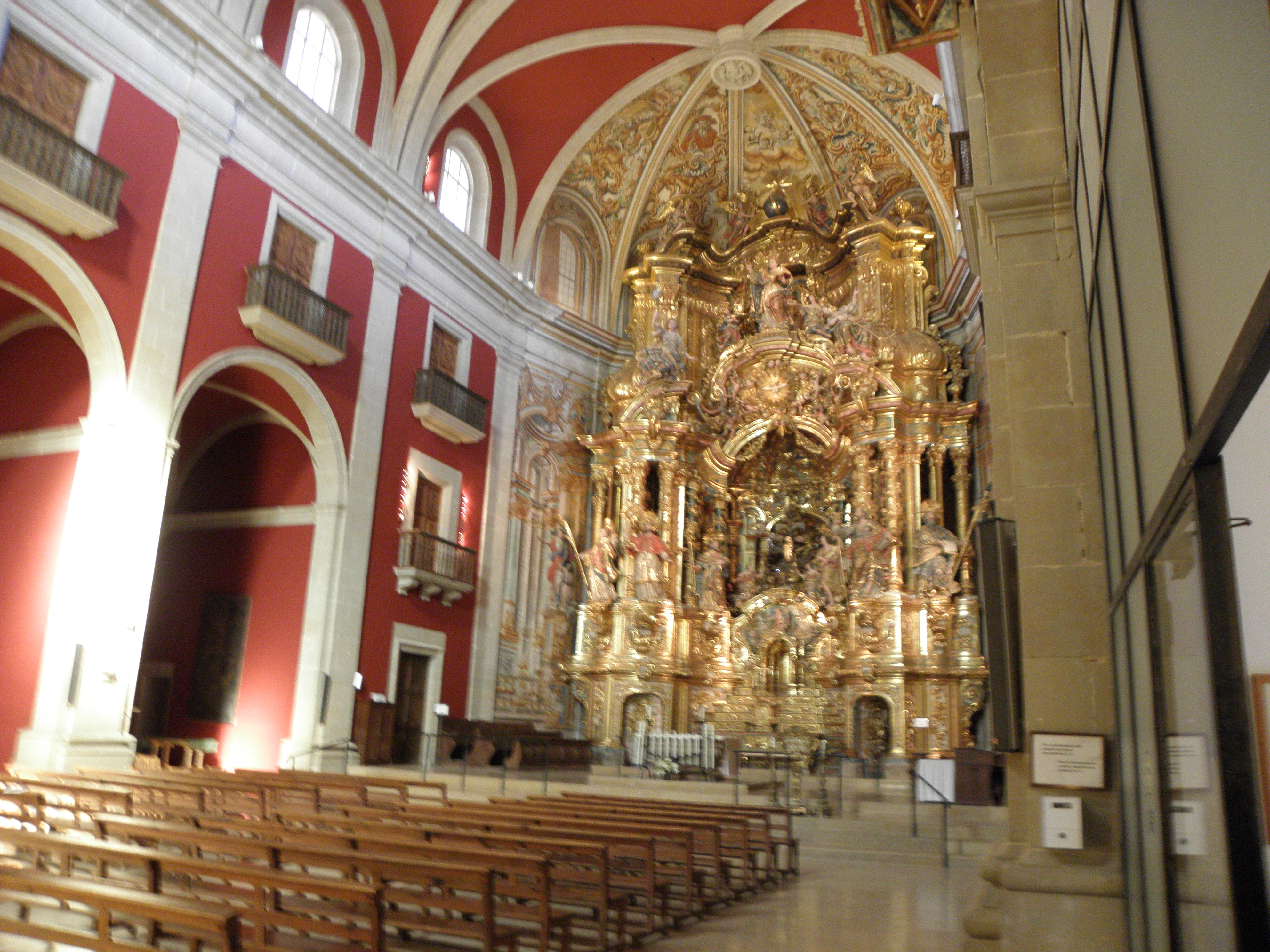
Vista interior hacia el altar de la iglesia.
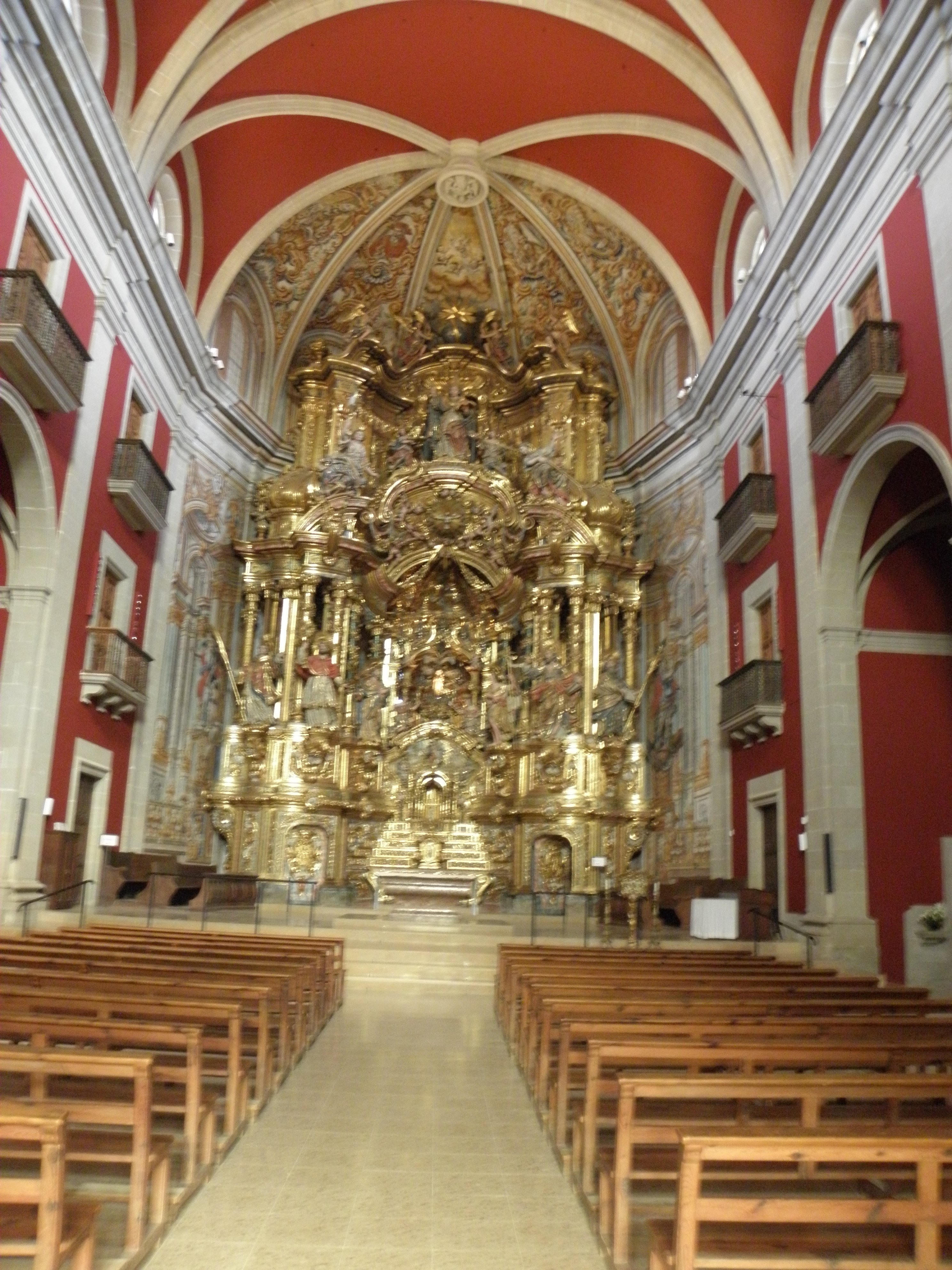
Vista interior con el retablo al fondo.
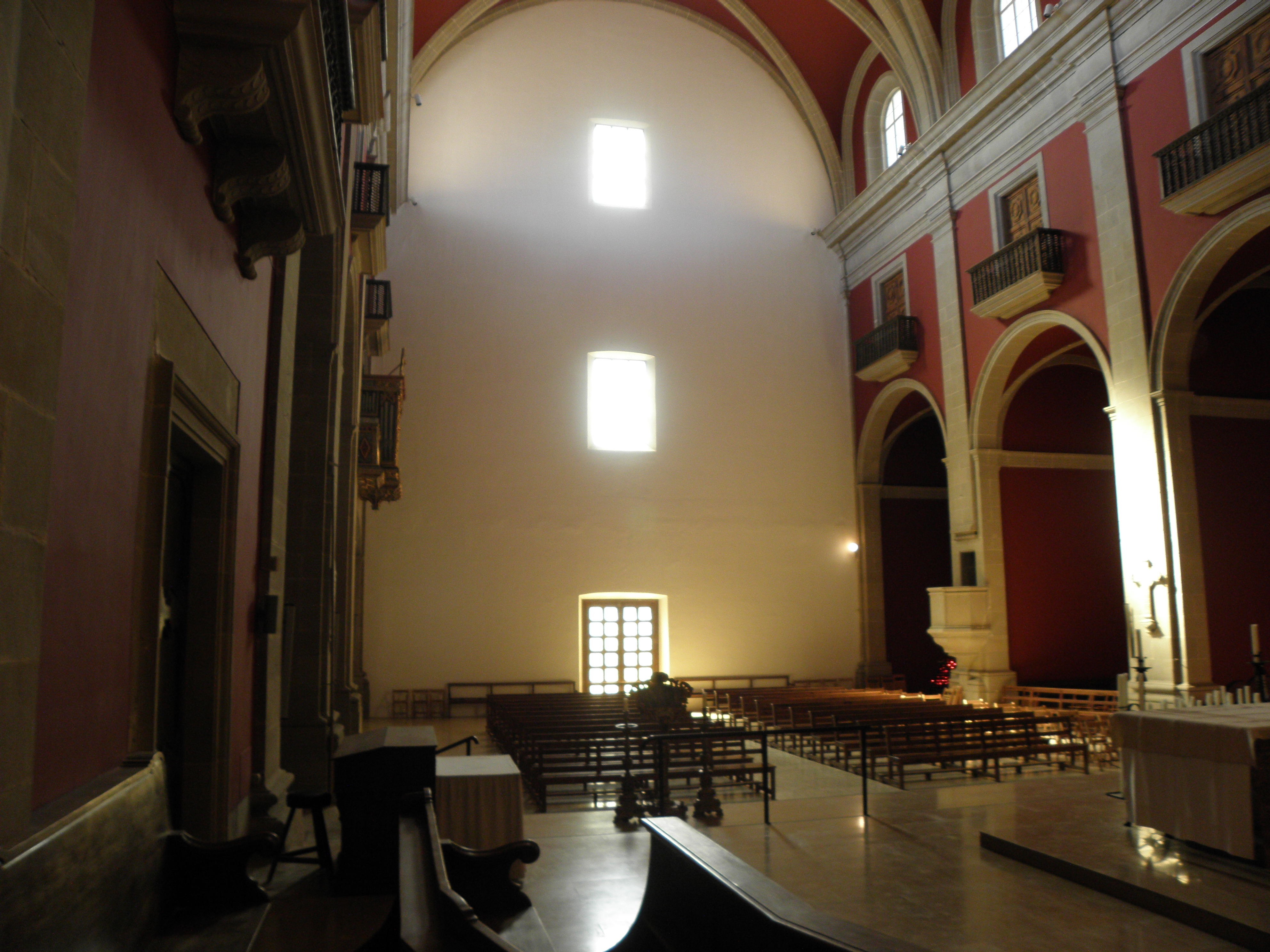
Vista interior hacia los pies de la iglesia.

### Mobiliario interior
El retablo barroco es sin duda, el elemento más valioso no ya de la iglesia sino de todo el santuario. Fue realizado en el último cuarto del siglo XVIII por el escultor Carles Morató.

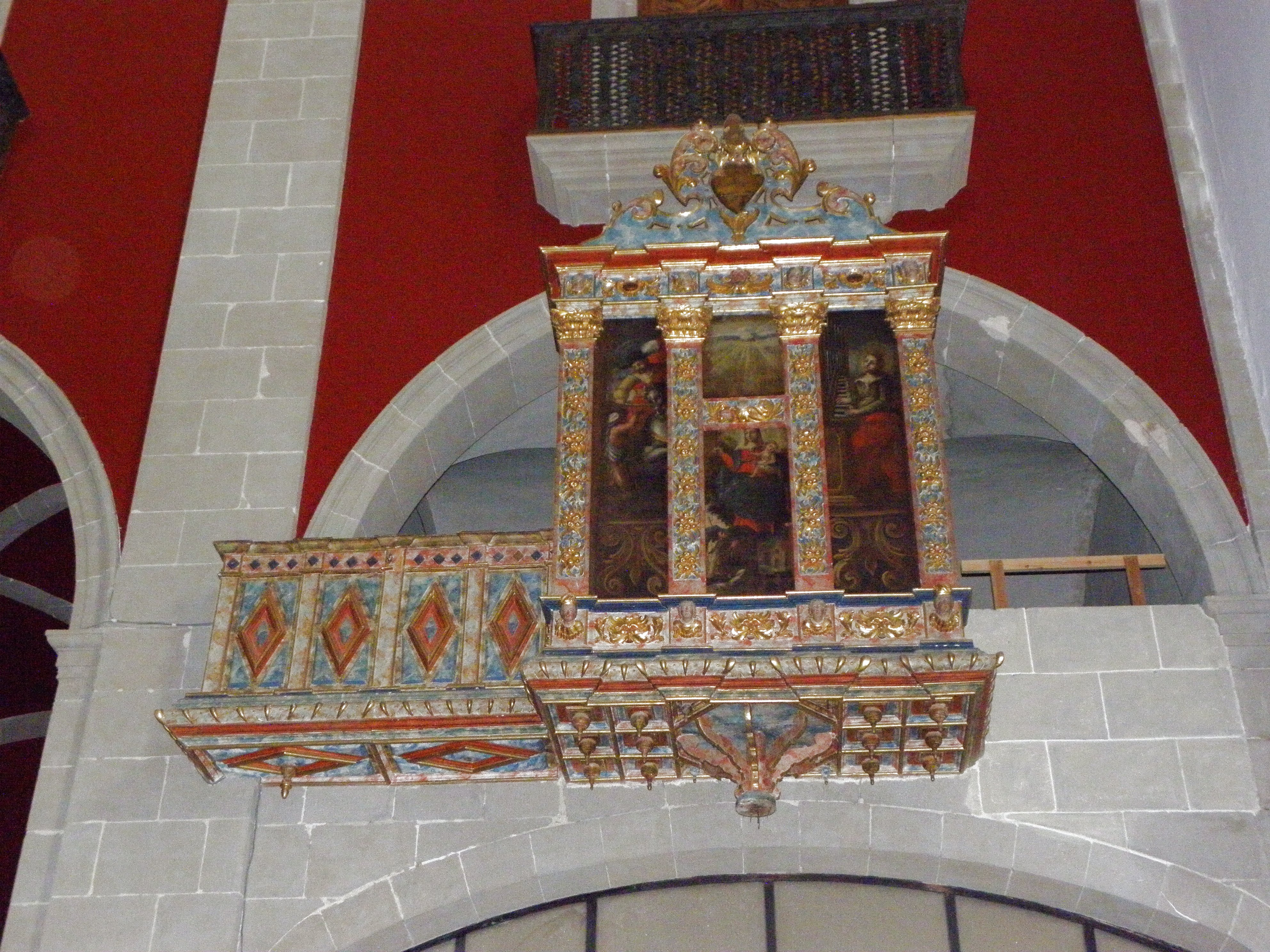
Órgano de la iglesia del Miracle.

El órgano original, de siete registros, fue obra del organero solsonense Antoni Bordons que lo realizó en los años 1593-94, en consecuencia, fue instalado en la iglesia gótica. En 1758-59 se amplió con un registro de clarines.
La noche del 20 de octubre de 1810, en el transcurso del expolio del santuario realizado por las tropas napoleónicas, el órgano fue destruido, quedando sólo la máquina sin los tubos. En 1821 fue reparado por el organero manresano Pau Obradors pero el tiempo que el santuario quedó abandonado a consecuencia de la desamortización de 1841 quedó dañado de nuevo y no fue reconstruido hasta el 1992-2004 por Gerhard Grenzing.

## Constructores

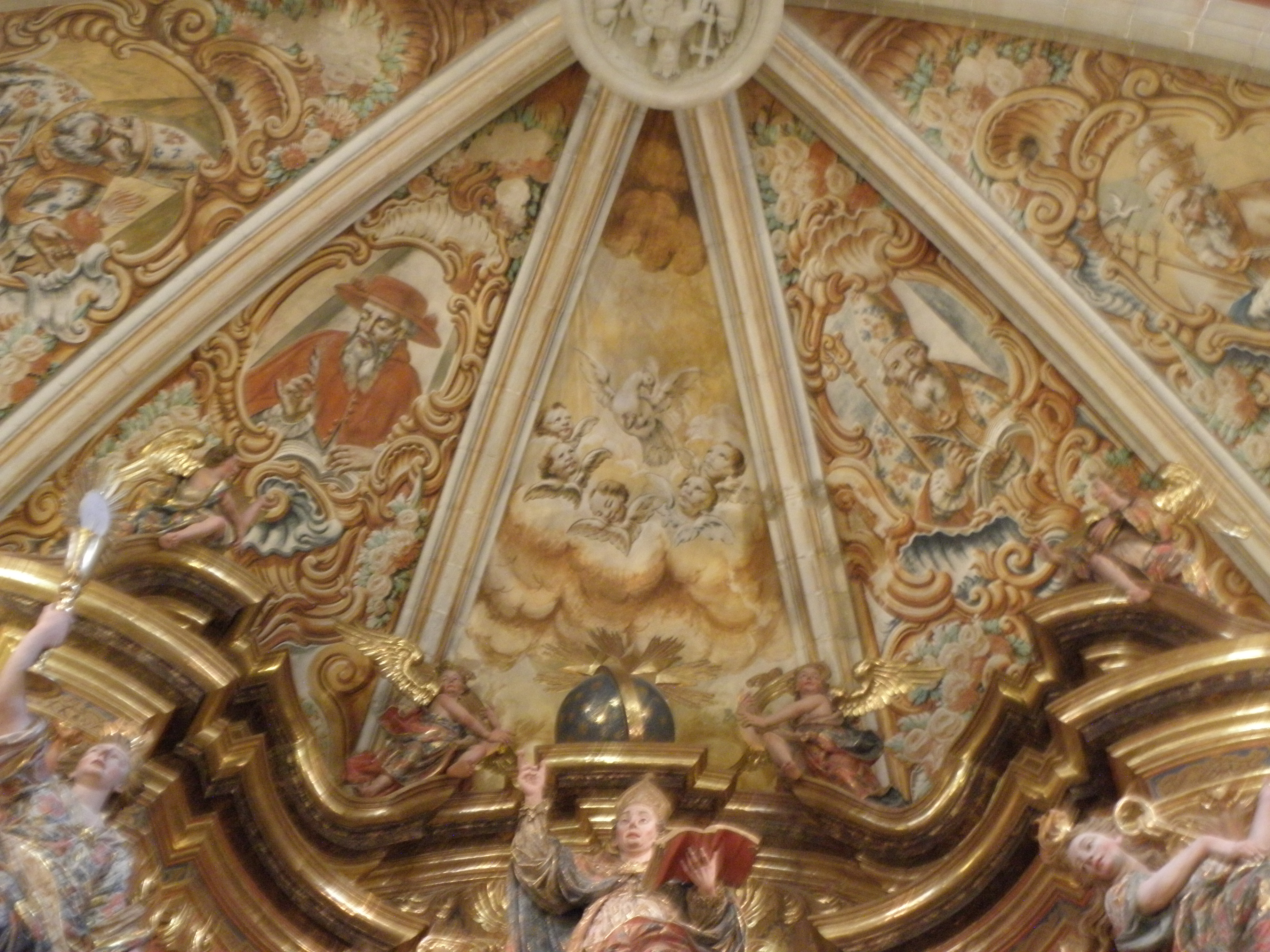
Interior de la iglesia.

Aunque no se ha conservado el ya mencionado contrato de edificación de la iglesia, parece del todo evidente que el arquitecto a quien se le encargó la construcción del nuevo templo fue el vicense Josep Morató, pues se conservan documentos donde consta que tenía reservada una habitación en el hostal del Miracle y desde el año 1668 hasta el 1672 (el año de su muerte) firmó varios recibos como «maestro mayor de la fábrica de la iglesia de Nuestra Señora del Miracle». Al morir, los muros de la iglesia llegaban hasta las bóvedas de las capillas laterales.
En 1717, el maestro director de la obra era en Josep Termes y del 1725 al 1731, Josep Munner. Aquel mismo año 1731 le fue encargado a Josep Morató i Soler que realizara un examen de la obra construida hasta entonces.
A partir de esta fecha, se suspendieron las obras de construcción del edificio y se dedicaron todos los esfuerzos a su embellecimiento (construcción del retablo barroco, finalización del camarín, decoración de algunos altares realizados por el pintor barcelonés Jacinto Font, etc.).
Las obras hechas con la finalidad de acabar la iglesia no se reanudaron hasta el 1796 bajo la dirección del maestro Cassan de Prats de Rei pero en 1809, en plena Guerra del francés, se volvieron a interrumpir, esta vez de forma definitiva pues los intentos posteriores de terminar la iglesia no tuvieron éxito.

### Financiación de la construcción
Aparte de los donativos de los peregrinos y las donaciones testamentarias, en varias ocasiones se llevaron a cabo colectas toda Cataluña, a veces mediante privilegios especiales como fue el caso del obispo de Vic que en 1664 dio permiso para que en todas las iglesias de la diócesis se pudieran poner bandejas donde dejar las aportaciones de los fieles.
En cualquier caso, fue la gente de Riner quien soportó la parte más onerosa de los gastos ocasionados pues en 1685 la duquesa de Cardona autorizó al común de Riner a imponer, durante tres años, un tributo sobre todos los cereales y frutos obtenidos en el término. Así se hizo, y al acabar el plazo de los tres años, los cónsules de Riner prorrogaron aquel impuesto por un período de tres años más y lo que se volvió a hacer en varias ocasiones en años posteriores.